# Leopold II. (Toskana)

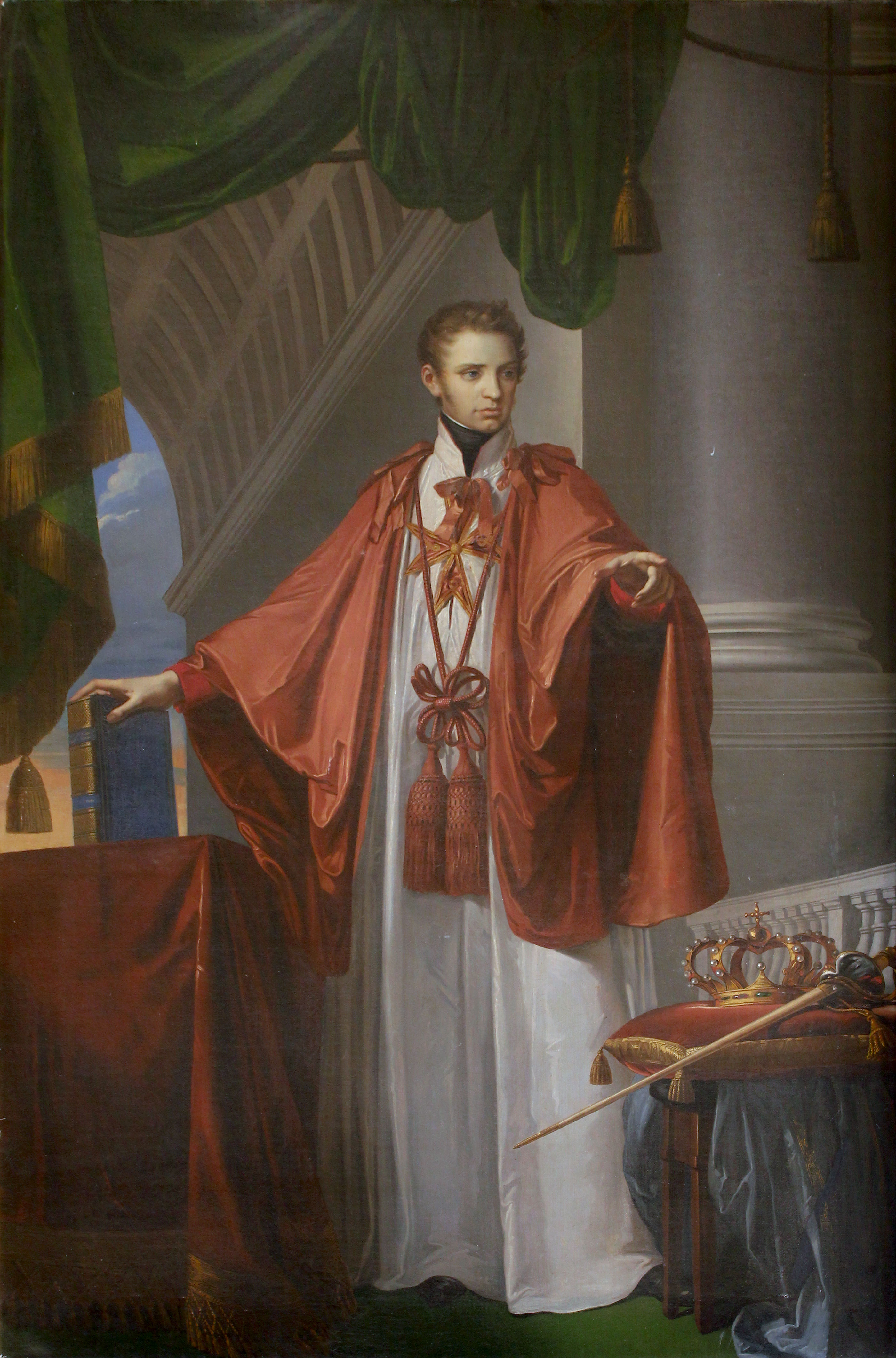
Leopold II., Großherzog der Toskana

Leopold II. (* 3. Oktober 1797 in Florenz; † 29. Januar 1870 in Rom) war Großherzog der Toskana und Erzherzog von Österreich.

## Leben
Leopold wurde als zweiter Sohn des Großherzogs Ferdinand III. und dessen erster Gemahlin Luisa Maria von Neapel-Sizilien in Florenz, Palazzo Pitti geboren. Damit war er ein Enkel von Kaiser Leopold II. Im März 1799 marschierten die Truppen des revolutionären Frankreich in die Toskana ein, was die großherzogliche Familie zur Emigration nach Wien zwang. 1799 begleitete er als Zweijähriger seinen Vater ins Exil nach Wien, Salzburg und Würzburg und kehrte mit ihm nach Fall Napoleons 1814 als 17-Jähriger in die Toskana zurück. In der Würzburger Zeit war der ehemalige Benediktinerpater Aegidius Jais sein Prinzenerzieher. Seit 1817 mit der Prinzessin Maria Anna von Sachsen vermählt, trat er am 18. Juni 1824 die Nachfolge seines verstorbenen Vaters in der Regierung an. Nach dem Tod seiner geliebten ersten Frau Maria Anna heiratete der Großherzog am 7. Juni 1833 Prinzessin Maria Antonia von Neapel-Sizilien. Maria Antonia gebar innerhalb von achtzehn Jahren zehn Kinder, sechs davon erreichten das Erwachsenenalter, zwei Töchter und vier Söhne.
Die Revolutionen von 1847/1848 im Rahmen des Risorgimentos bewogen ihn, am 15. Februar 1848 eine Verfassung zu erlassen. Sie genügte den radikalen Kräften in der Bevölkerung jedoch nicht, die die österreichische Herrschaft vollständig beseitigen wollten.

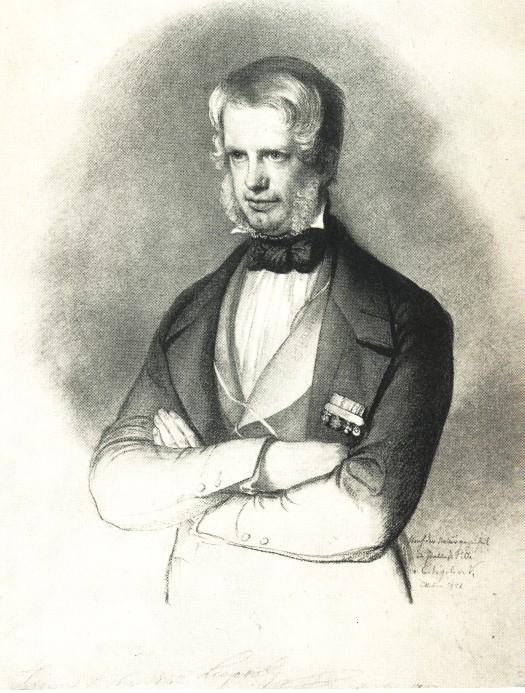
Carl Christian Vogel von Vogelstein – Großherzog Leopold II. von Toscana (1842)

Leopold II. verließ daraufhin im Februar 1849 das Land und eine provisorische republikanische Regierung wurde gebildet, die sich kurzzeitig mit der zur selben Zeit im Kirchenstaat etwa fünf Monate lang bestehenden revolutionären Römischen Republik verbündete. Bereits im April wurde der Versuch einer republikanischen Demokratie in der Toskana durch eine von österreichischen Truppen initiierte Konterrevolution niedergeschlagen und der Großherzog konnte zurückkehren. Im April 1859 versuchte eine Volkserhebung ihn zu zwingen, sich dem Königreich Sardinien-Piemont im Sardinischen Krieg gegen Österreich anzuschließen. Da sich Leopold II. gegenüber Österreich zur Neutralität verpflichtet hatte, verließ er am 27. April mit seiner Familie die Toskana und dankte am 21. Juli 1859 zu Gunsten seines Sohns Ferdinand IV. aus zweiter Ehe ab. Ferdinand regierte das Großherzogtum jedoch nicht mehr, da sich die Toskana nach einer Volksabstimmung 1860 dem Königreich Sardinien anschloss und damit die Herrschaft des Hauses Habsburg-Lothringen-Toskana endete.
1859 bezog die großherzogliche Familie in Schloss Schlackenwerth nordöstlich von Karlsbad Quartier. 1860 ersteigerte Leopold II. die königlich böhmische Kammerherrschaft Brandeis (Brandýs) nordöstlich von Prag. Auf Schloss Brandeis lebte er äußerst zurückgezogen. Die Bevölkerung trat ihm mit großem Respekt und Achtung entgegen und trat an ihn mit dem Vorschlag heran, ihn zum Bürgermeister von Schlackenwerth (Ostrov) zu wählen. Er nahm dieses Amt an. Unter seiner Ägide wurde die Stadt an vielen Stellen verschönert und erneuert. Auch das wegen Baufälligkeit geschlossene Museum wurde wieder eröffnet. Auf seinen Wunsch konnten nun auch Kinder mittelloser Eltern die Schule besuchen. Im Jahr 1866 vernichtete ein Brand beinahe sein Werk. Leopold griff jedoch auf sein Privatvermögen zurück, um die ärgsten Schäden beheben zu lassen.
Nachdem sich die politische Situation in Italien einigermaßen beruhigt hatte, reiste er im November 1869 mit seiner Gattin auf einer Wallfahrt nach Rom, wo er in der Nacht zum 29. Januar 1870 starb. Der Leichnam wurde später in die „Toskana-Gruft“ der Kapuzinergruft in Wien überführt.

## Galerie

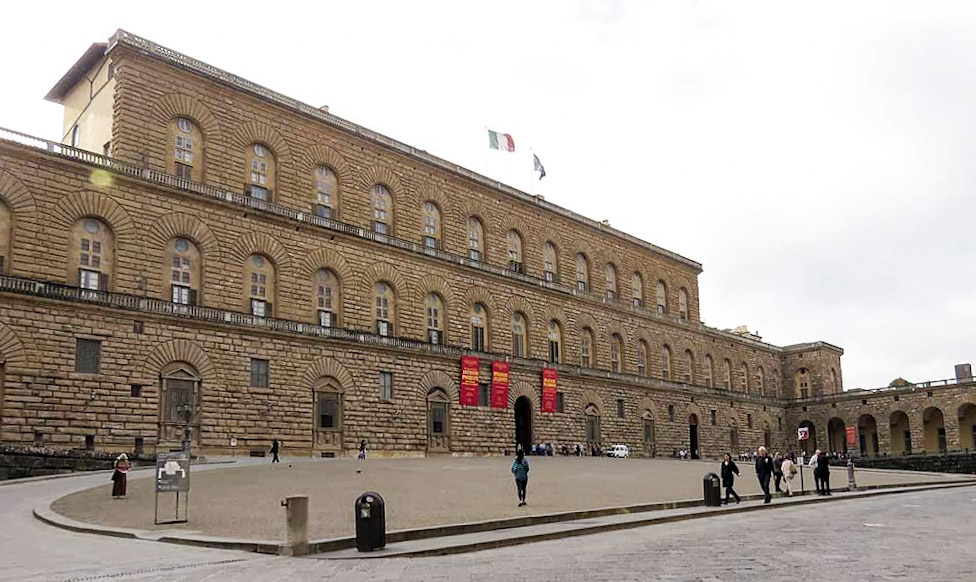
Palazzo Pitti, seine Geburtsstätte
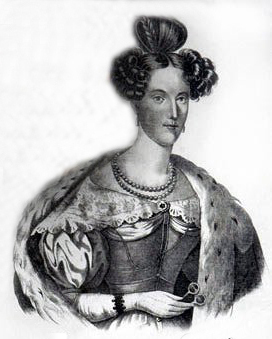
1. Ehefrau Maria Anna von Sachsen (1799–1832)
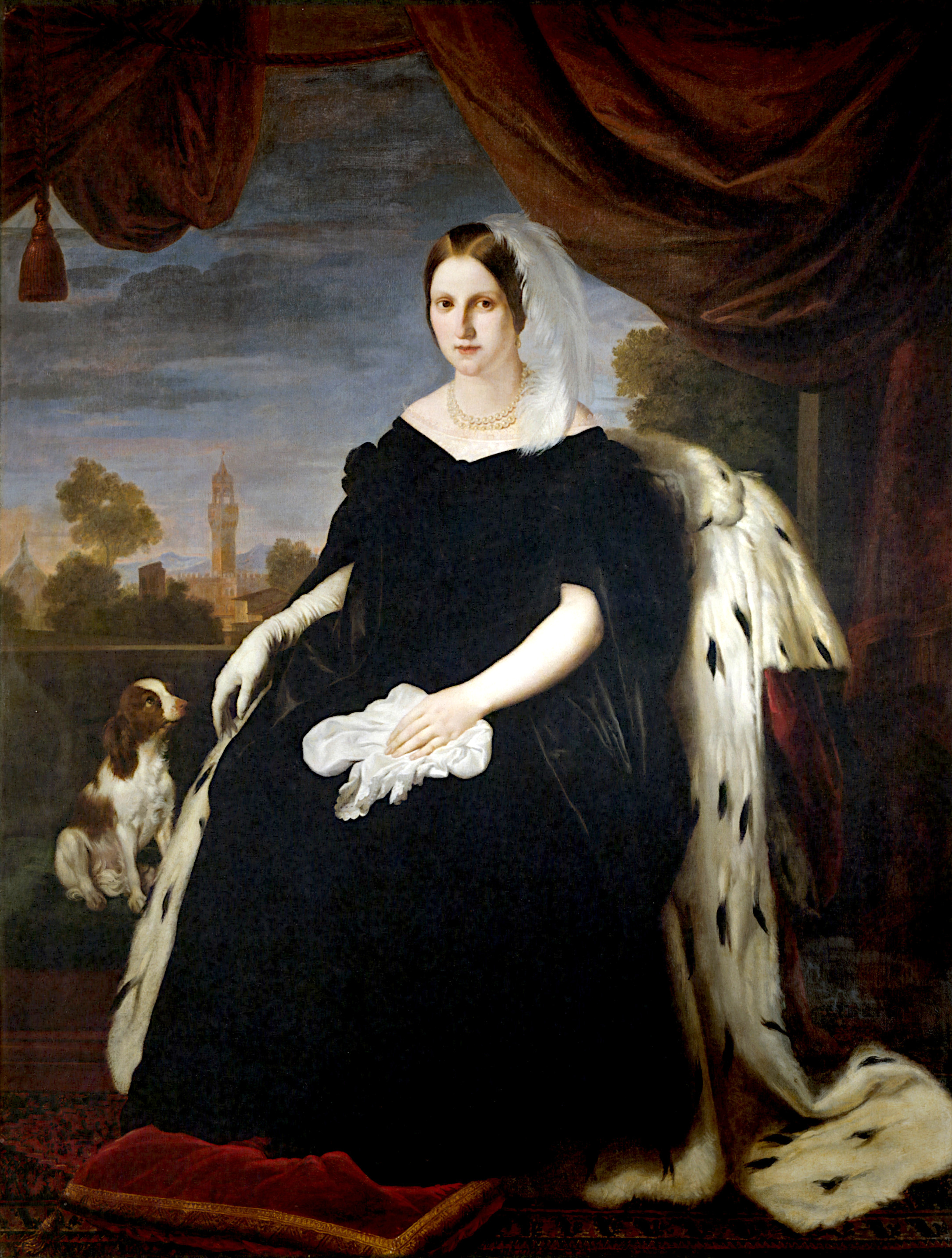
2. Ehefrau Maria Antonia von Neapel-Sizilien (1814–1898)
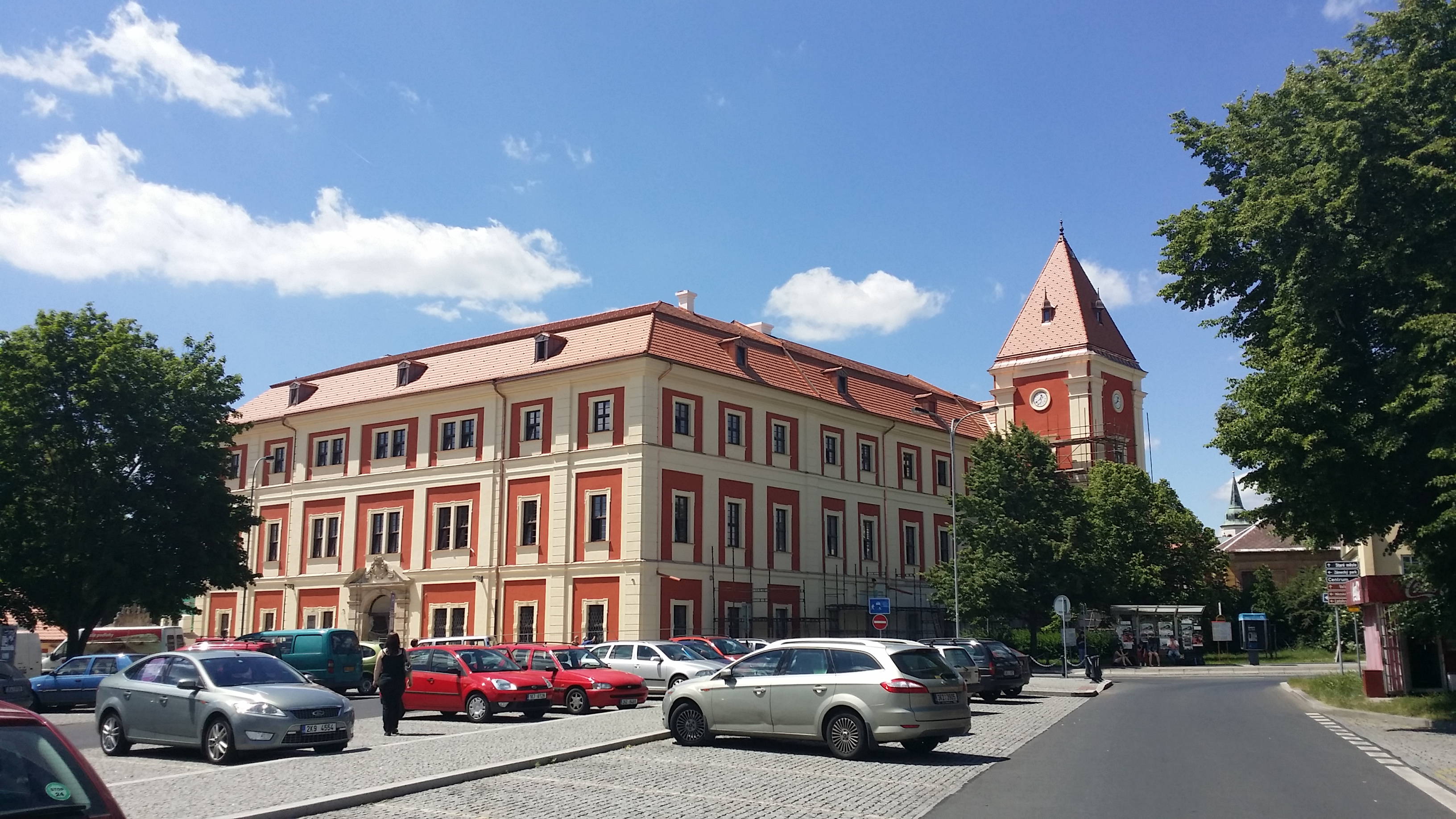
Exilwohnstatt 1859 Schloss Schlackenwerth/Ostrov nahe Karlsbad
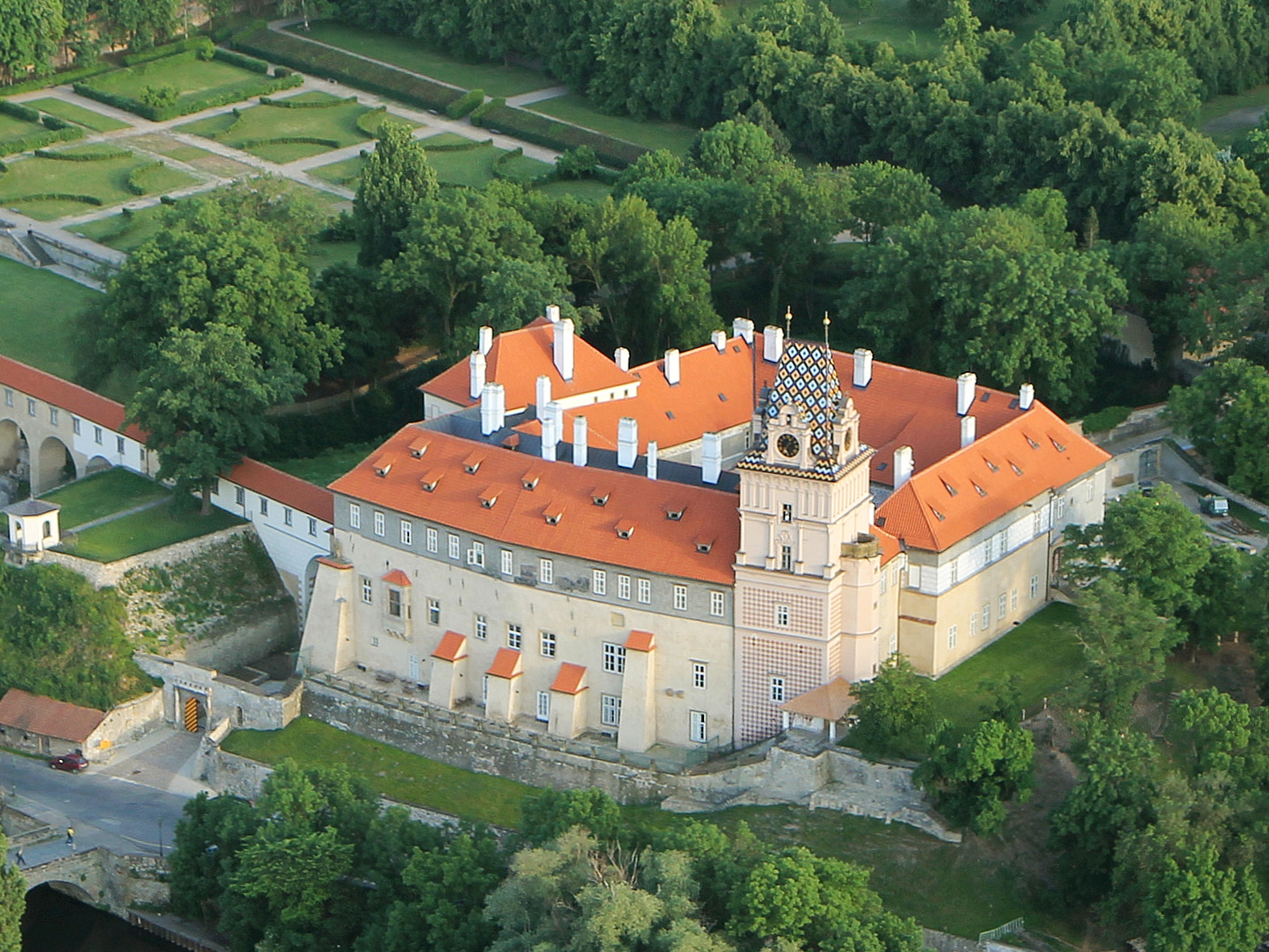
Exilwohnstatt ab 1860 Schloss Brandeis/Brandýs nad Labem (Böhmen, Tschechien)
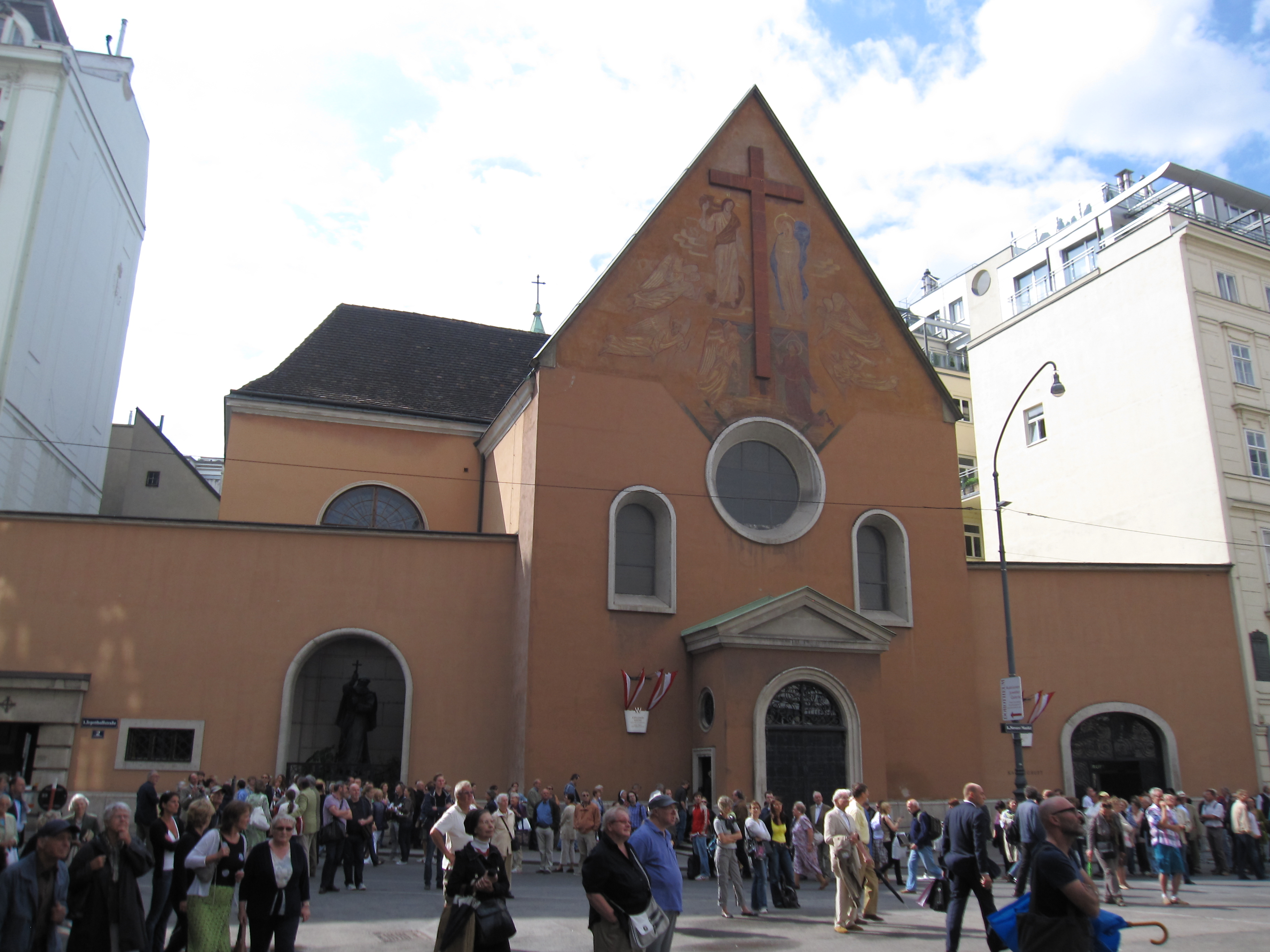
Kapuzinerkirche mit Kaisergruft in Wien
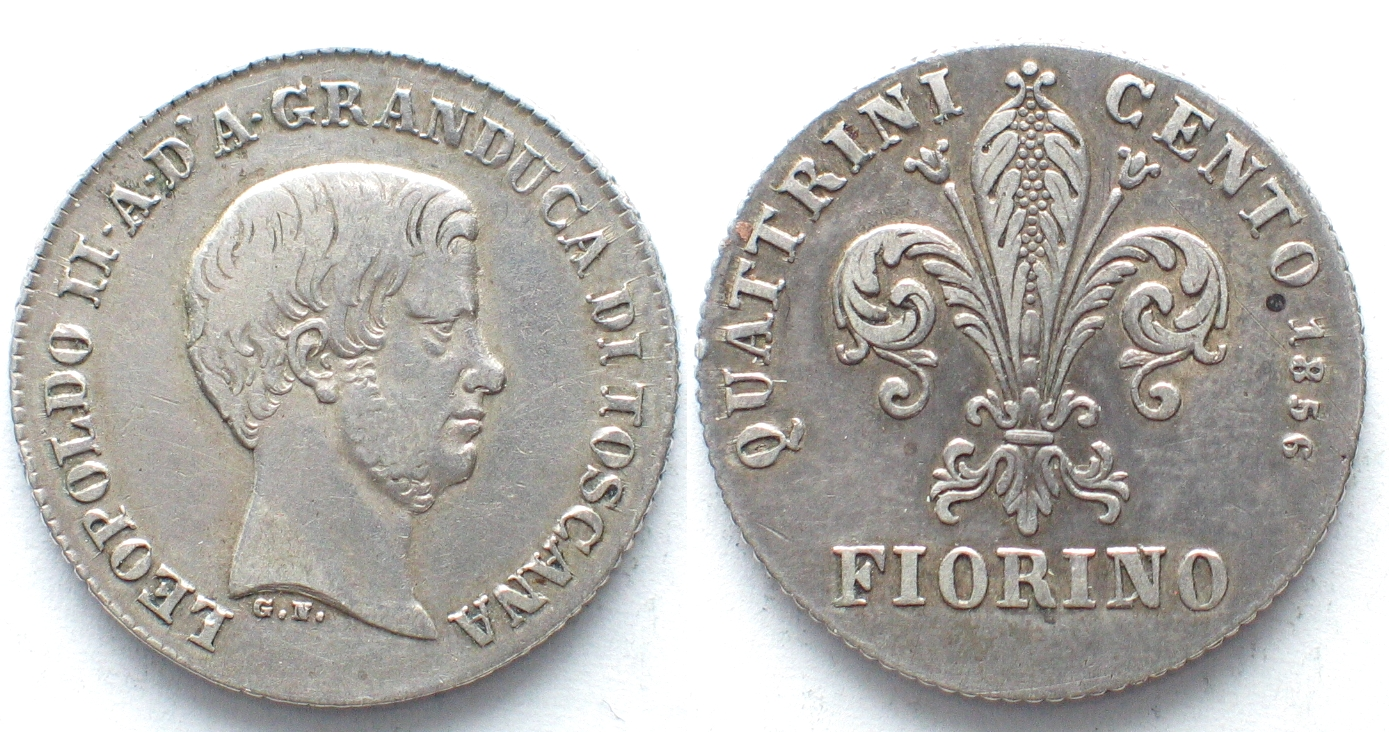
Eine in seinem Namen als Großherzog der Toskana geprägte Silbermünze: Fiorino 1856, Ref.: C# 72a

## Österreichische Thronfolge
Als Enkel von Kaiser Leopold II. und Neffe von Kaiser Franz I. von Österreich hatte Leopold auch einen Platz in der österreichischen Thronfolge. Von 1824 bis 1830 nahm er dort hinter den beiden Söhnen von Franz I. (Ferdinand und Franz Karl) den dritten Platz ein. Erst mit der Geburt des späteren Kaisers Franz Joseph I. im Jahr 1830 fiel er in dieser Rangordnung zurück.

## Nachkommen
Aus erster Ehe mit Maria Anna von Sachsen (1799–1832), Tochter von Prinz Maximilian von Sachsen (1759–1838)
- Maria Karolina (1822–1841)
- Auguste Ferdinande (1825–1864) ⚭ 1844 Prinz Luitpold von Bayern (1821–1912)
- Maximiliane (1827–1834)

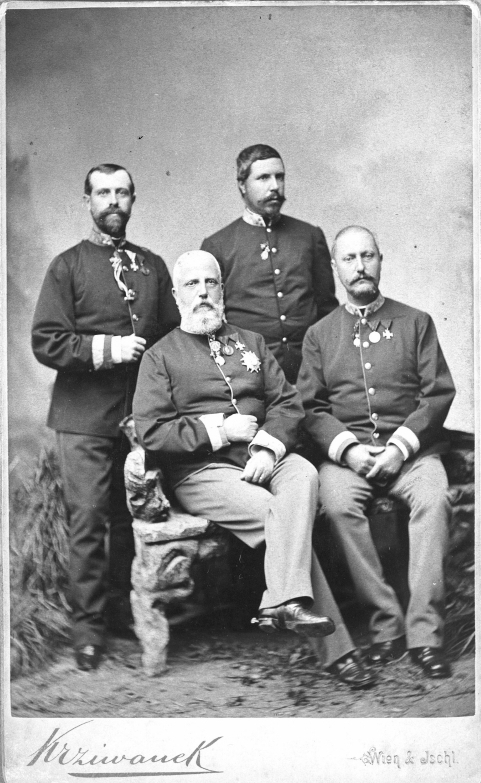
Söhne Johann Salvator, Ludwig Salvator, Ferdinand IV. und Karl Salvator von Österreich-Toskana

Aus zweiter Ehe mit Maria Antonia von Neapel-Sizilien (1814–1898), Tochter von König Franz I. beider Sizilien (1777–1830)
- Maria Isabella (1834–1901)
- Ferdinand IV. (1835–1908), Großherzog der Toskana
- Maria Theresia (1836–1838)
- Maria Christine (1838–1849)
- Karl Salvator (1839–1892)
- Maria Anna (1840–1841)
- Rainer (1842–1844)
- Maria Luisa (1845–1917) ⚭ 1865 Fürst Karl II. zu Isenburg-Birstein (1838–1899)
- Ludwig Salvator (1847–1915)
- Johann Salvator (* 1852; verschollen, 1911 für tot erklärt), seit 1889 Johann Orth